# Potao
Potao es un caserío peruano ubicado en el distrito de Barranca, perteneciente a la provincia homónima del departamento de Lima, en la costa central del Perú.

## Ubicación
Potao se ubica en el distrito de Barranca que conforma a la provincia homónima. El poblado se encuentra al margen derecho del río Pativilca, cerca a la carretera Panamericana Norte. Potao se encuentra cercano a los poblados de Los Arenales, Chiu Chiu, Vinto Alto y Vinto Bajo. Igualmente, se sitúa a 9,7km de la ciudad de Barranca.

## Demografía
En el 2017 tenía una población de 465 habitantes, según el INEI.
| Gráfica de evolución demográfica de Potao entre 1993 y 2017 |
|                                                             |
| Fuentes: Población 1993 y 2017                              |